# Lareiga rufofemorata
Lareiga rufofemorata là một loài tò vò trong họ Ichneumonidae.